# Fernando Nogueira de Lima
Fernando Nogueira de Lima é um engenheiro elétrico e administrador brasileiro.

## Biografia e carreira
Ele é graduado pela Universidade Federal da Paraíba (UFPb) em engenharia elétrica e graduado pela Universidade Federal de Mato Grosso (UFMT) em administração. Na área de engenharia elétrica, ele possui especialização pela UFMT, mestrado pela UFPb e doutorado pela Universidade Federal de Uberlândia (UFU).
Lima ingressou na UFMT em 1978, atuando como professor do Departamento de Engenharia Elétrica. Ele também exerceu as funções de chefe e subchefe deste mesmo departamento. Foi vice coordenador do Centro de Ciências Exatas e de Tecnologia, diretor da Faculdade de Tecnologia e Engenharia, pró-reitor de Planejamento e reitor da universidade. Também compos o Conselho de Ensino, Pesquisa e Extensão, como representante da Faculdade de Arquitetura, Engenharia e Tecnologia.
Lima recebeu Título de Cidadão Cuiabano, concedido pela Câmara Municipal de Cuiabá, Título de Cidadão Barragarcense, concedido pela Câmara Municipal de Barra do Garças e Título de Cidadão Diamantinense, concedido pela Câmara Municipal de Diamantino.